# Nămăești, Argeș
Nămăești este un sat în comuna Valea Mare Pravăț din județul Argeș, Muntenia, România. 5 kilometri de Câmpulung.
Nămăești găzduiește Casa Memoriala George Topârceanu și o mănăstire rupestră faimoasă pentru icoana făcătoare de minuni. 